# Marcello Pera
Marcello Pera (Lucca, 28 gennaio 1943) è un politico e filosofo italiano, senatore per Forza Italia e Popolo della Libertà dal 1996 al 2013; Presidente del Senato dal 2001 al 2006 (XIV Legislatura). Dal 2022 (XIX legislatura) torna al Senato della Repubblica in quota Fratelli d’Italia.

## Biografia

### Inizi ed istruzione
Marcello Pera nasce a Lucca il 28 gennaio 1943, diplomatosi in ragioneria all'Istituto "F. Carrara" di Lucca nel 1962, lavora prima alla Banca Toscana (1962-64) e poi alla camera di commercio di Lucca (1964-73). Ottiene la maturità classica nel 1966 e decide quindi di studiare filosofia.
Si laurea all'Università di Pisa nel 1972, con 110/110 e lode.

### Carriera accademica
Incoraggiato dal suo maestro Francesco Barone, inizia la carriera accademica nel 1976 come incaricato di Filosofia della scienza all'Università di Pisa. In seguito diventa professore associato di Filosofia della scienza a Pisa (1980-89) e professore straordinario di Filosofia teoretica all'Università degli Studi di Catania (1989-1992), tornando a Pisa nel 1992 come ordinario di Filosofia della scienza (1992-2005). Infine, è professore a contratto alla Pontificia Università Lateranense di Roma dal 2009 al 2014.
Viene presentato da Lucio Colletti al direttore editoriale della casa editrice Laterza, Enrico Mistretta, incontro che dà subito il via a una intensa attività di consulenza editoriale per la filosofia della scienza. Con questa casa editrice pubblica anche i suoi libri su temi politici, allontanandosi dalle posizioni ideologiche dell'estrema sinistra per accostarsi insieme a Lucio Colletti al dibattito culturale del Partito Socialista Italiano.
Pera è stato collaboratore dei quotidiani Corriere della Sera, Il Messaggero, La Stampa e dei settimanali L'Espresso e Panorama.

### Studi di Filosofia della scienza

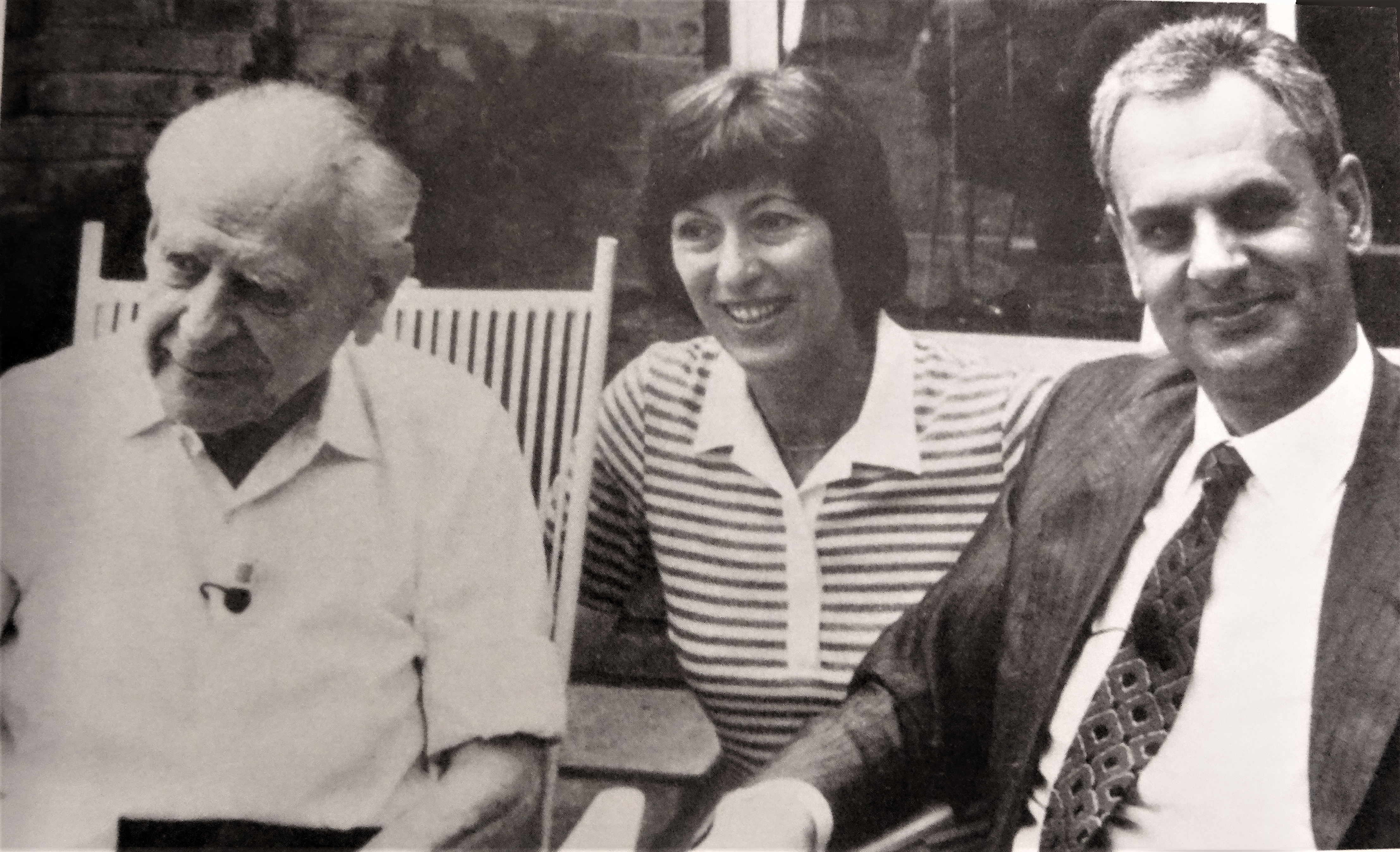
Marcello Pera insieme a Melitta Mew e Karl Popper a Kenley (Regno Unito), nel 1986.

Marcello Pera ha svolto un'intensa attività di ricerca nel campo della filosofia della scienza a livello internazionale. Nel 1984 è stato borsista Fulbright presso la Università di Pittsburgh. Il suo primo saggio filosofico di rilievo del 1978 riguarda il metodo scientifico e l'induzione. Pera ha poi concentrato i suoi studi filosofici su Karl Popper. Corrispondente del filosofo austriaco teorico della "società aperta", su di lui scrisse l'opera Popper e la scienza su palafitte (1981). Nel 1986 realizzò un'intervista esclusiva a Popper per conto del programma televisivo di Rai 3 Il cammino delle idee.
Prima di scrivere il libro, pubblicò alcuni articoli divulgativi, inserendosi in un vasto movimento critico di studi, su "L'Espresso", dedicati ai filosofi che avevano confutato le teorie di Karl Marx, il primo dei quali fu dedicato a Popper. Ulteriori studi di Pera furono dedicati alle teorie sui metodi di ricerca del filosofo scozzese David Hume e ai metodi induttivi e scientifici del Settecento: nel 1982 pubblicò i due saggi "Hume, Kant e l'induzione" e "Apologia del metodo". Nel 1986 Pera sviluppò ricerche sui primi studi di elettricità compiuti nel settecento da Alessandro Volta e da Luigi Galvani.
Il testo fondamentale di Marcello Pera "Popper e la scienza su palafitte" del 1981 contiene un'analisi dettagliata delle posizioni di numerosi filosofi europei sul rapporto tra scienza e filosofia, in particolare di Francesco Bacone, David Hume, Immanuel Kant, Karl Popper, Thomas Kuhn, Imre Lakatos ed altri studiosi. Il significato del termine "scienza su palafitte" è un ironico riferimento al fatto che, come le palafitte dell'uomo preistorico, la scienza contemporanea (in particolare la teoria della relatività e la fisica atomica) non sono fondate su basi solide come la roccia, ma sono soggette a frequenti modifiche e revisioni, a seguito della scoperta di nuove particelle, di nuovi fenomeni, o di nuove leggi fisiche che in parte modificano quelle precedenti della fisica classica.
Il saggio di Pera inizia con una celebre citazione di Popper sull'evoluzione delle teorie scientifiche, secondo la quale la scienza non poggerebbe su fondamenti immutabili, ma su principi che possono essere oggetto di ulteriori analisi ed approfondimenti. Come Popper, anche Pera ritiene che le teorie scientifiche abbiano una validità limitata a un determinato contesto: secondo questo orientamento le teorie scientifiche sono parzialmente modificabili nel tempo. Fra le revisioni di sistemi scientifici studiate da Pera vi è la rivoluzione scientifica, convenzionalmente iniziata con Niccolò Copernico e conclusasi con l'opera di Isaac Newton, che ha reso obsolete la fisica aristotelica e tolemaica. Sono poi analizzate le teorie elettromagnetiche, a partire dalle prime formulazioni empiriche di Alessandro Volta e Luigi Galvani fino alle teorie fisico-matematiche di James Clerk Maxwell. Infine, nel corso del Novecento si sono avuti rinnovamenti significativi della fisica classica, che hanno portato alla fisica moderna con le teorie della relatività (ristretta e generale) di Albert Einstein e la meccanica quantistica. Pera analizza l'evoluzione di queste teorie scientifiche in relazione a quella del metodo scientifico, basato su procedimenti razionali ed induttivi.
Marcello Pera ha sostenuto una posizione intermedia fra il pensiero di Karl Popper che non accetta l'induzione, e quella di altri filosofi che convalidano il metodo scientifico basato sull'induzione, definito da David Hume, uno dei maggiori esponenti dell'empirismo nel settecento. Pera condivide il contributo di Popper e degli altri esponenti del Circolo di Vienna alla filosofia della scienza del XX secolo, pur cercando di superare certe loro posizioni che considera troppo radicali, rivalutando così un certo ruolo dell'induzione nella ricerca scientifica. Sulle differenze fra la posizione di Pera e di Popper riguardo al metodo induttivo, si veda il testo già citato.

### Attività politica nel PSI e l'inchiesta Mani pulite
Negli anni ottanta e nei primi anni novanta Pera fece parte del Partito Socialista Italiano.
A ricordo del suo periodo di vicinanza al Partito Socialista, nel 2004 Pera si è recato ad Hammamet in visita alla tomba di Bettino Craxi, che ha definito un "patrimonio della Repubblica", che appartiene alla "storia della sinistra italiana".
Durante la stagione di Mani pulite, Marcello Pera si impegnò sulla questione morale con impeto giustizialista; espresse severe critiche alla corruzione della politica, schierandosi senza riserve dalla parte dei magistrati di Milano.
Pera si impegnò anche nell'area laica, nel movimento referendario di Massimo Severo Giannini con la lista Sì Referendum. Commentatore politico dal quotidiano La Stampa, tra il 1992 e il 1993 formula dure critiche alla corruzione politica in Italia e si esprime nei seguenti termini:
- «Come alla caduta di altri regimi, occorre una nuova Resistenza, un nuovo riscatto e poi una vera, radicale, impietosa epurazione [...] Il processo è già cominciato e per buona parte dell'opinione pubblica già chiuso con una condanna» (La Stampa, 19 luglio 1992)[9]
- «I partiti devono retrocedere e alzare le mani [...] subito e senza le furbizie che accompagnano i rantoli della loro agonia. Questo sì sarebbe un golpe contro la democrazia: cercare di resistere contro la volontà popolare» (1º febbraio 1993)[10]
- «Il garantismo, come ogni ideologia preconcetta, è pernicioso» (29 marzo 1993)[11]
- «I giudici devono andare avanti. Nessuno chiede che gli inquisiti eccellenti abbiano un trattamento diverso dagli altri inquisiti» (5 marzo 1993)
- «No e poi no, onorevole Bossi. Lei deve chiedere scusa... I giudici fanno il loro dovere... Molti magistrati sono già stati assassinati per aver fatto rispettare la legge... Lei mette in discussione i fondamenti stessi dello Stato di diritto» (24 settembre 1993)
- «la rivoluzione ha regole ferree e tempi stretti» (26 settembre 1993)
- «Quei politici che, come Craxi, attaccano i magistrati di Milano, mostrano di non capire la sostanza grave, epocale, del fenomeno»

Alle elezioni politiche del 1992 è candidato in più collegi sia alla Camera sia al Senato per la lista Sì Referendum, ma non è eletto, in ragione del risultato della formazione (0,81% alla Camera e 1% al Senato), insufficiente per ottenere seggi. Con Luigi Manconi nel 1995 firmò un appello per l'uso delle droghe leggere.
Ancora nel 1994 Pera dichiarò: "Berlusconi è a metà strada tra un cabarettista azzimato e un venditore televisivo di stoviglie, una roba che avrebbe ispirato e angosciato il povero Fellini". Iniziato alla politica dall'allora socialista Lucio Colletti, trasmigra con lui e altri intellettuali nel neonato partito di Forza Italia, fondato da Silvio Berlusconi, nel 1995.
Comincia quindi una nuova fase, in cui si è distinto come saggista per l'attività a favore di un avvicinamento della politica alla religione cattolica. Convinto che le libertà civili e politiche, lungi dall'essere fondate sulla relatività delle nostre conoscenze, debbano ricondursi invece alla dignità intrinseca della persona umana, che permane quale che sia la verità delle convinzioni di ciascuno, ha più volte rilevato come sia sbagliato fare del relativismo culturale il fondamento della società liberale. Questa, secondo Pera, ha potuto sorgere piuttosto grazie a quel terreno fertile rappresentato dai principi della religione cristiana. Al tempo, Pera si dichiarava ateo e non credente, venendo pertanto annoverato tra gli atei devoti.

### Senatore di Forza Italia

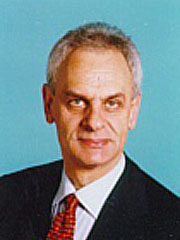
Marcello Pera nel 1996.

Nel 1994 Pera cambia radicalmente schieramento e aderisce a Forza Italia di cui diventa coordinatore nazionale della Convenzione per la riforma liberale. Pera, in questo periodo, si allontana dalle precedenti posizioni giustizialiste temperandole in senso garantista.
Pera iniziò a criticare gli "eccessi" del pool di Milano e Palermo, che arrivò a definire golpisti e invitò D'Alema a «fermare i giudici», indicando nel garantismo una posizione intermedia fra giustizialismo e corruzione, e proponendo la separazione delle carriere e l'obbligatorietà dell'azione penale. Pera polemizzò inoltre con i magistrati di Milano per una vicenda che vedeva coinvolto Paolo Berlusconi nel caso Simec, la società di gestione della discarica di Cerro Maggiore.
Alle elezioni politiche del 1996 Pera viene candidato al Senato per il Polo per le Libertà (in quota Forza Italia) nel collegio uninominale di Lucca, dove ottiene il 41,65% e viene sconfitto dal senatore uscente Patrizio Petrucci dei DS (47,27%), ma viene poi ripescato in quota proporzionale tramite il sistema dei resti e aderisce al gruppo di Forza Italia, di cui nel 1998 è nominato vicepresidente.
Assieme a Marco Boato fonda la "Convenzione per la giustizia", un movimento politico "virtuale" che consente il finanziamento pubblico de Il Foglio di Giuliano Ferrara. In Parlamento, Pera si occupa soprattutto dei problemi della Giustizia in Italia: è stato ispiratore della riforma costituzionale sul "giusto processo", approvata nella XIII Legislatura, che ha modificato l'articolo 111 della Costituzione.
Alle elezioni regionali in Toscana del 2000 è candidato nella lista del candidato presidente di centrodestra Altero Matteoli, che tuttavia è sconfitto dallo sfidante di centrosinistra Claudio Martini. Pera non risulta quindi eletto.

### Presidente del Senato della Repubblica

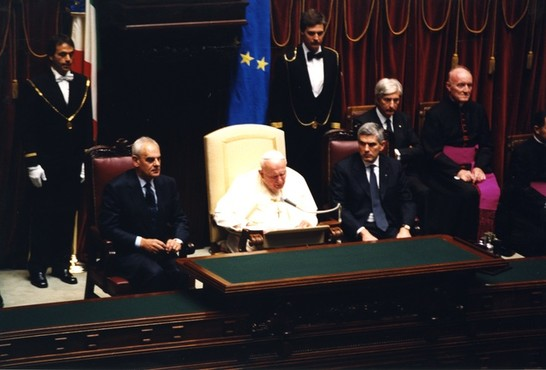
Il presidente del Senato Marcello Pera e il presidente della Camera Pier Ferdinando Casini accolgono papa Giovanni Paolo II al Parlamento italiano, 14 novembre 2002.

Alle elezioni politiche del 2001 è candidato per la Casa delle Libertà nel collegio uninominale di Lucca e vince con il 45,09% dei voti, superando l'uscente Patrizio Petrucci (42,71%). Quello di Lucca risulta l'unico collegio della Toscana conseguito dal centro-destra. Viene eletto al primo scrutinio Presidente del Senato della Repubblica, seconda carica dello Stato, che manterrà fino al 2006. Durante il suo mandato come presidente del Senato ha esercitato le funzioni di presidente supplente della Repubblica in quattro occasioni.
In quegli anni è Presidente onorario della "Fondazione Magna Carta".

### Senatore con Forza Italia e del Popolo della Libertà
Alle elezioni politiche del 2006 è rieletto senatore nella lista di Forza Italia per la circoscrizione Emilia-Romagna e dal 2007 è vice-capogruppo di Forza Italia al Senato.
Al seguito della caduta del governo Prodi e delle elezioni politiche del 2008, è stato confermato al Senato come capolista della circoscrizione Lazio per il Popolo della Libertà.

### Politica locale a Lucca
Nel 2005 Marcello Pera ha espresso critiche sui rapporti fra il Comune di Lucca e la Azienda del Gas di cui lo stesso ente deteneva la maggioranza delle azioni. Di conseguenza, viene accusato in Consiglio comunale dall'allora sindaco Pietro Fazzi (sostenuto da una maggioranza di centrodestra) di essersi intromesso nella gestione amministrativa del Comune. La vicenda verteva su supposte pressioni del senatore per la cessione di quote societarie di Gesam gas ad Enel gas S.p.A. La polemica ha portato allo scioglimento del Consiglio comunale di Lucca e alle dimissioni del sindaco Pietro Fazzi, successivamente espulso dal suo partito.
Della vicenda si è interessata anche la Procura di Lucca, che nel 2007 ha archiviato il caso.

### Avvicinamento al mondo cattolico
Definitosi sempre un "non credente", Pera si è avvicinato al pensiero cristiano, accogliendo l'invito di papa Benedetto XVI a vivere "come se Dio esistesse". Pera afferma in Perché dobbiamo dirci cristiani (2008): "Io suggerisco di accettare l'esortazione che il Papa ha fatto ai non credenti: seguire la vecchia formula di Pascal e Kant di vivere ‘come se Dio esistesse’ (velut si Deus daretur)". La frase citata e commentata da Pera è tratta da: Immanuel Kant, Critica della ragion pratica, trad. it. di F. Capra, riveduta da E. Garin, Roma-Bari, Laterza 1979, pag. 157. Pera ritiene che sia una soluzione saggia, perché rende tutti moralmente più responsabili: "Se Dio esiste, ci sono limiti morali alle mie azioni, comportamenti, decisioni, progetti, leggi e così via...". Vedi in proposito il libro di Pera Perché dobbiamo dirci cristiani (2008), al capitolo "Come se Dio esistesse", pagine 54-58, in cui Pera indica due modi di avvicinarsi al cristianesimo: quello della persona fermamente credente e quello della persona che ammira i valori del cristianesimo (come Kant e Pascal) e che si avvicina al messaggio cristiano vivendolo dal punto di vista etico.
Per le posizioni religiose, Pera è considerato un esponente del movimento neoconservatore italiano e risulta essere attualmente il più autorevole esponente Teocon in Italia. Nel periodo di presidenza del Senato nasce un legame intellettuale tra Pera e il cardinale Joseph Ratzinger, il futuro pontefice Benedetto XVI: i due si trovano in sintonia sull'analisi dei problemi dell'Europa e manifestano comuni preoccupazioni per una civiltà occidentale minata al suo interno dal relativismo e dal multiculturalismo.
Dopo il 2000 Pera ha dedicato diversi articoli e saggi al rapporto fra la cultura storica europea e il cattolicesimo. In generale Marcello Pera sostiene che il denominatore culturale comune dei diversi stati europei non deve ravvisarsi nel rinascimento o nell'illuminismo, ma nel Cristianesimo. Pera in alcuni saggi e interviste ha indicato l'esigenza di ricercare l'identità culturale del continente europeo nel Vangelo e negli Atti degli Apostoli. In particolare Pera ha sostenuto che le Lettere di S.Paolo e i racconti evangelici esprimono i concetti di eguaglianza fra gli uomini e di solidarietà sociale, che sono oggi alla base delle Costituzioni delle nazioni moderne e della stessa Comunità Europea.
Nel 2004 Pera è autore con l'allora cardinale Joseph Ratzinger del libro "Senza radici", sulla questione delle radici cristiane dell'Europa. Nel libro, che contiene le due relazioni di Pera e Ratzinger sull'argomento e uno scambio epistolare tra i due, denuncia il decadimento morale dell'Europa a suo dire impoverita dal rifiuto delle sue radici cristiane e minacciata dal terrorismo islamista. Nel libro Pera scrive: «Soffia sull'Europa un brutto vento. Si tratta dell'idea che basta aspettare e i guai spariranno da soli, o che si può essere accondiscendenti anche con chi ci minaccia e potremo cavarcela. È lo stesso soffio del vento di Monaco nel 1938». In un'intervista rilasciata alla Stampa dopo il no irlandese al trattato europeo, Pera identifica il Papa, sulla scia di Joseph de Maistre, come unico riferimento possibile per il Vecchio Continente.
Nel libro "Perché dobbiamo dirci cristiani" (2008) Pera condanna il relativismo e l'incertezza culturale della società contemporanea e sviluppa il tema della vera identità dell'Europa da ricercarsi nella forza etica e sociale del cristianesimo. Secondo Pera, la religione cattolica non può essere una convinzione privata o tradizionale: l'impegno del cattolico deve essere presente nella coerenza del suo comportamento etico. Secondo Pera, il cristiano si deve impegnare in tutte le sfere della vita civile e istituzionale, prestando la sua attenzione ai problemi di tutti i cittadini e alla solidarietà sociale. Sul piano politico e culturale, Marcello Pera si definisce un "conservatore liberale". Più precisamente “conservatore sui valori da mantenere e liberale sulle riforme da fare”. Secondo Pera “si tratta di una grande dottrina, una grande scuola, una grande tradizione politica. Si basa soprattutto su due pilastri: attenzione e difesa della nostra tradizione europea e occidentale, che è il riferimento da mantenere (da ciò il conservatorismo); e custodia della nostra autonomia individuale, che è la condizione su cui dobbiamo sempre vigilare (da ciò il nostro liberalismo)”.

### Referendum costituzionale del 2016
A settembre 2016 Pera insieme a Giuliano Urbani ha fondato il comitato "Liberi Sì" per il referendum costituzionale sulla riforma Renzi-Boschi, che raccoglieva al suo interno alcune personalità del centro-destra come Urbani e l'ex presidente della Regione Piemonte Enzo Ghigo. Successivamente Pera si è avvicinato al segretario leghista Matteo Salvini, diventando nel 2020 suo consigliere politico.
Nel novembre 2018 è stato nominato presidente per il 2019 del Comitato storico-scientifico per gli anniversari di interesse nazionale, istituito presso la Presidenza del Consiglio dei ministri.

### Candidatura a Presidente della Repubblica e ritorno in Senato
Il 25 gennaio 2022, giorno del secondo scrutinio dell'elezione del Presidente della Repubblica, Pera viene indicato dalla coalizione di centrodestra come candidato all'interno di una rosa di tre nomi di cui fanno parte anche Letizia Moratti e Carlo Nordio. La lista viene sottoposta al centrosinistra che però sceglie di non convergere su nessuna delle tre candidature proposte.
Alle elezioni politiche anticipate del 2022 viene candidato al Senato per il centrodestra nel collegio uninominale Sardegna - 02 (Sassari), oltreché come capolista di Fratelli d'Italia nel collegio plurinominale Campania - 01. Pera viene eletto all'uninominale con il 41,37%, superando Gavino Manca del centrosinistra (26,92%) e Marcello Cherchi del Movimento 5 Stelle (21,92%).
A partire dal dicembre 2022 è Presidente della Commissione per la biblioteca e per l'archivio storico del Senato.
Dal 31 dicembre 2024, giorno della morte di Francesco Castiello, Pera è il più anziano senatore eletto in carica della XIX legislatura.

## Opere

### Monografie
- Induzione e metodo scientifico, Pisa, Editrice Tecnico Scientifica, 1978.
- Popper e la scienza su palafitte, Roma-Bari, Laterza, 1981.
- Hume, Kant e l'induzione, Bologna, Il Mulino, 1982.
- Apologia del metodo, Roma-Bari, Laterza, 1982.
- I modi del progresso. Teorie e episodi della razionalità scientifica, a cura di e con Joseph Pitt, Milano, Il Saggiatore, 1985.
- La rana ambigua. La controversia sull'elettricità animale tra Galvani e Volta, Torino, Einaudi, 1986. ISBN 88-06-59310-2. Edizione inglese: Princeton University Press (1991).
- Scienza e retorica, Roma-Bari, Laterza, 1991. ISBN 88-420-3789-3. Edizione inglese: The Discourses of Science, The University of Chicago Press (1994)
- L'arte della persuasione scientifica, a cura di e con William R. Shea, Milano, Guerini, 1992. ISBN 88-7802-330-2.
- La Martinella. 2001, Soveria Mannelli, Rubbettino, 2003. ISBN 88-498-0544-6.
- La Martinella. 2002, Soveria Mannelli, Rubbettino, 2003. ISBN 88-498-0641-8.
- La Martinella. 2003, Soveria Mannelli, Rubbettino, 2004. ISBN 88-498-0868-2.
- Senza radici. Europa, relativismo, cristianesimo, islam, con Joseph Ratzinger, Milano, Mondadori, 2004. ISBN 88-04-54474-0.
- La Martinella. 2004, Soveria Mannelli, Rubbettino, 2005. ISBN 88-498-1078-4.
- La Martinella. 2005-2006, Soveria Mannelli, Rubbettino, 2006. ISBN 88-498-1517-4.
- Libertà e laicità, a cura di, Siena, Cantagalli, 2006. ISBN 88-8272-266-X.
- Perché dobbiamo dirci cristiani. Il liberalismo, l'Europa, l'etica, Milano, Mondadori, 2008. ISBN 9788804588313.
- Alle origini del liberalismo. A proposito di Pannunzio e Tocqueville, Torino, Centro Pannunzio, 2009.
- Diritti umani e cristianesimo. La Chiesa alla prova della modernità, Venezia, Marsilio, 2015. ISBN 978-88-317-2131-8.
- Critica della Ragion secolare: la modernità e il cristianesimo di Kant, Firenze, Le Lettere, 2019. ISBN 978-88-936-6108-9.
- Lo sguardo della Caduta. Agostino e la superbia del secolarismo, Padova, Morcelliana, 2022. ISBN 978-88-372-3674-8.

### Saggi
- Induzione, scandalo dell'empirismo, in Introduzione a Feigl (1979).
- La scoperta scientifica: congetture selvagge o argomentazioni induttive?, in Medicina nei secoli, XVI, n.1, pp. 51–70, (1979).
- È scientifico il programma scientifico di Marx?, in Studium, 75, 4, pp. 441–463, (1979).
- Principi a priori e canoni di razionalità scientifica, in Physis, XXII, 2, pp. 261–278, (1980).
- Le teorie come metafore e l'induzione, in Physis, XXII, 3-4, (1980).
- Inductive Method and Scientific Discovery, in collaborazione con Grmek, Cohen, Cimino (1980).